# Ebo bharatae
Ebo bharatae là một loài nhện trong họ Philodromidae.
Loài này thuộc chi Ebo. Ebo bharatae được Benoy Krishna Tikader miêu tả năm 1965.